# (38229) 1999 NG53
1999 NG53 (asteroide 38229) é um asteroide da cintura principal. Possui uma excentricidade de 0.18486290 e uma inclinação de 12.47288º.
Este asteroide foi descoberto no dia 12 de julho de 1999 por LINEAR em Socorro.